# Tapio (mitologia)
Nella mitologia finlandese Tapio corrisponde al dio della foresta e della caccia e dimora a Tapiola (Terra di Tapio), un luogo a volte definito Metsola (Terra della foresta). 

Marito di Mielikki (dea della foresta) e padre di Nyyrikki (lo spirito della caccia) e Tellervo. Quest'ultima è lo spirito femminile della foresta ed è conosciuta anche come Tuulikki, lo spirito del vento. 
Secondo alcune canzoni Tuulikki è una persona diversa da Tellervo ed a volte viene menzionata anche una quarta persona (la terza figlia) di nome Annikki.

## Folclore e letteratura
Nel Kalevala, Lemminkäinen invoca Tapio e sua moglie Mielikki offrendo oro ed argento per poter catturare catturare l'alce di Hiisi.
Nel 1926 il compositore finlandese Jean Sibelius scrisse un poema sinfonico di nome Tapiola definendo il luogo dove vive Tapio come celato tra un fitto e cupo intrico di alberi e vegetazione.

## Riferimenti
- Wilhelm Vollmer, "Wörterbuch der Mythologie" digitale bibliothek CD-ROM edition (containing the text of the 3rd edition from 1874) © Directmedia Publishing GmbH Berlin 1999; ISBN 3-932544-22-6